# TEAMS
Le TEAMS est un câble sous-marin de l'océan Indien reliant les Émirats arabes unis au Kenya.
TEAMS (The East African Marine System) est une entreprise émanant du gouvernement du Kenya pour relier le pays au reste du monde à travers un câble sous-marin en fibre optique. Il a d'abord été proposé comme alternative à l'EASSy (l'East African Submarine Cable System). Le gouvernement kényan étant frustré par le modèle de propriété favorisé par l'Afrique du Sud, la durée du projet et la perception de la volonté de l'Afrique du Sud de contrôler le câble. En conséquence, en novembre 2006, le gouvernement kényan a décidé d'établir une coopération avec Emirates Telecommunication Establishment (Etisalat) pour construire son propre câble de fibre optique.
Bien que le gouvernement ait son propre câble de fibre optique il est toujours partie prenante de l'EASSy. 
Cinq sociétés  — Alcatel-Lucent, Tyco Telecommunication, Fujitsu Corporation,  NEC Corporation et Huawei Technologies — ont concouru pour la construction du câble sous-marin TEAMs.
Le 11 octobre 2007, Alcatel-Lucent a gagné le contrat de 82 millions de dollars pour poser le câble. La construction commença en janvier 2008 du côté des Émirats arabes unis.
Le 12 juin 2009 le câble est arrivé à Mombasa ville portuaire du Kenya et a été inauguré par le Président du Kenya Mwai Kibaki, le Premier ministre du Kenya Raila Odinga et d'autres oligarques.
Le 25 février 2012 le câble TEAMS a été accidentellement coupé par un bateau ancré à côté de Mombasa. Le 27 février 2012, Joel Tanui, General Manager de TEAMS a publié une déclaration déclarant que TEAMS avait déjà averti ses actionnaires et la société de maintenance du câble sous-marin E-Marine pour commencer la réparation du câble endommagé. Les réparations devaient durer trois semaines.

## Tracé
Ce câble en fibre optique de 4 500 km relie la ville de Mombasa sur les côtes de Kenya à Fujaïrah aux Émirats arabes unis.

## Capacité
Le câble TEAMS a été initialement conçu pour une capacité de débit de 40 Gbit/s augmentable à 640 Gbit/s si la capacité initiale ne suffit pas. Depuis, le projet a activé une option du contrat Construction & Maintenance Agreement (CMA) pour augmenter la capacité maximale à 1,2 Tbit/s dont 120 Gbit/s constituent la capacité initiale en début de projet. Le surcroît de bande passante sera financé par le gouvernement kényan si la demande privée ne satisfait pas l'offre.

## Impact
Actuellement, l'Afrique de l'Est est la seule région du monde à n'avoir ni d'accès intra-africain ni d'accès international direct. La région est donc dépendante de communication satellitaire onéreuses. Les coûts d'utilisation des communications de données dans le pays sont parmi les plus élevés du monde avec des coûts montant jusqu'à 7 000 dollars par mégabit de bande passante. On attend du câble une réduction des coûts en deçà de 500 dollars par mégabit, bien que UUNET Kenya croit que la chute drastique des prix est surestimée et que la réduction de prix ne se produira qu'après que d'autres câbles comme Seacom et EASSy, seront achevés pour créer une compétition entre eux.
Des gouvernements et des investisseurs du secteur privé ont montré de l'intérêt pour le projet. Les gouvernements intéressés pour acheter de la bande passante sont le Rwanda, le Soudan du Sud, l'Éthiopie, l'Ouganda, la Tanzanie et le Burundi.
Le Kenya espère devenir un gros acteur dans le Business Process Outsourcing (BPO) comme l'Inde a su le faire dans un passé récent.

## Propriété
La propriété du câble est la suivante :
- 15 % - Etisalat (UAE)
- 85 % - TEAMs (Kenya) Ltd

L'actionnariat de TEAMS (Kenya) Ltd est réparti comme suit :
- 20 % - Government of Kenya (via le Ministry of Finance)
- 20 % - Safaricom Ltd
- 20 % - Telkom Kenya Ltd
- 10 % - Kenya Data Networks Ltd
- 10 % - Econet/Essar Telecom Ltd
- 5 % - Wananchi Group
- 3,75 % - Jamii Telecom Ltd
- 1,25 % - Broadband Access/AccessKenya Ltd
- 1,25 % - Africa Fibrenet (Uganda) Ltd
- 1,25 % - InHand Ltd
- 1,25 % - iQuip Ltd
- 1,25 % - Flashcom Ltd

## Sources
- « bdafrica.com/index.php?option=… »(Archive.org • Wikiwix • Archive.is • Google • Que faire ?)
- « BBC NEWS / Africa / Kenyans await fibre-optic future », sur news.bbc.co.uk (consulté le 2 octobre 2021)
- http://www.itu.int/ITU-D/afr/events/arusha-ITU-NEPAD/Documents/doc11(zantel).pdf
- http://www.engineeringnews.co.za/article.php?a_id=120703
- (en) Reuters Staff, « Kenya awards Alcatel-Lucent undersea cable deal », sur reuters.com, 11 octobre 2007 (consulté le 22 septembre 2020)
- https://archive.wikiwix.com/cache/20120301000000/http://www.cio.co.ke/view-all-main-stories/4948-cable-cuts-whos-up-whos-down-.html